# タラベラ・デ・ラ・レイナ
タラベラ・デ・ラ・レイナ（スペイン語: Talavera de la Reina）は、スペイン・カスティーリャ＝ラ・マンチャ州トレド県のムニシピオ（基礎自治体）。「女王のタラベラ」を意味するこの地名は、カタルーニャ州にあるタラベラと区別するためである。単にタラベラとも呼ばれる。人口規模においてはカスティーリャ＝ラ・マンチャ州第2の都市であり、トレド県内では最多の人口を持つ。

## 地理
タホ川の広い川岸沿いに町が形成された。町の中心にはグランデ島とシャメロ島の2つがある。シャメロ島には地中海性森林の特筆すべき生き残りが見られる。自治体域は、北をシエラ・デ・サン・ビセンテ山地、南をモンテス・デ・トレド山地に囲まれている。
自治体域はタホ川によって2つに分断されている。北部は広く人口が多い。両地区は3つの橋でつながっており、そのうちの一つはローマ時代に建てられたものである。
気候は大陸性である。冬は湿気が多く、朝には濃い霧が生じて寒い。夏は全体的に暖かい。一帯は地中海性の森林があり土地はとても肥沃で、ニレ、オリーブ、コルクが生産される。

## 陶器

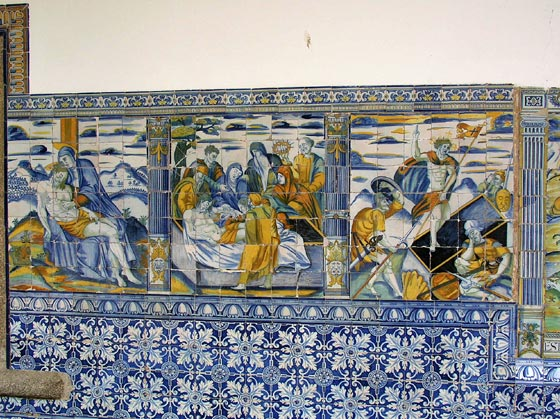
タラベラの名を有名にしている陶器

フェリペ2世が城の壁を覆うタイルとしてタラベラ産のセラミックを用いたことから、タラベラ・デ・ラ・レイナはその名が国際的に知られるようになった。エル・エスコリアル修道院にもタラベラ産のセラミックが使用されている。タラベラ・デ・ラ・レイナの別名は、「陶器のまち」(La Ciudad de la Cerámica)である。ダラベラ・デ・ラ・レイナの陶器ば2019年にユネスコの無形文化遺産に登録された。

## 名称
一帯には先史時代の文化の遺跡がある。タホ川の浅瀬にケルト人が村を築いた。古代ローマとケルト人のカルペタノイ人との間の戦いを書き残したティトゥス・リウィウスは、アエブラ(Aebura)という名でタラベラの町を初めて文献上に登場させた。ローマ帝国がヒスパニアを征服した後、ローマ属州ヒスパニアに残った多くのケルト系の名の一つカエサロブリガ（Caesarobriga）として知られた。名前からは、多くの非防衛都市へはりめぐらされた「防衛」が暗示される。カエサロブリガは、3世紀から4世紀には農業と窯業の重要な中心地とされていた。西ゴート王国時代、タラベラ・デ・ラ・レイナはそのケルト＝イベリア語の名の変化、エルボラ(Elbora)またはエボラ(Ebora)から改名した。現在の名はタラバイラ(Talabayra)から派生した。これはこの西ゴート名をムーア人が変えたものである。町は713年にイスラム教徒の手に落ちたが、1083年にカスティーリャ王アルフォンソ6世軍によって再征服された。

## 歴史

### 初期

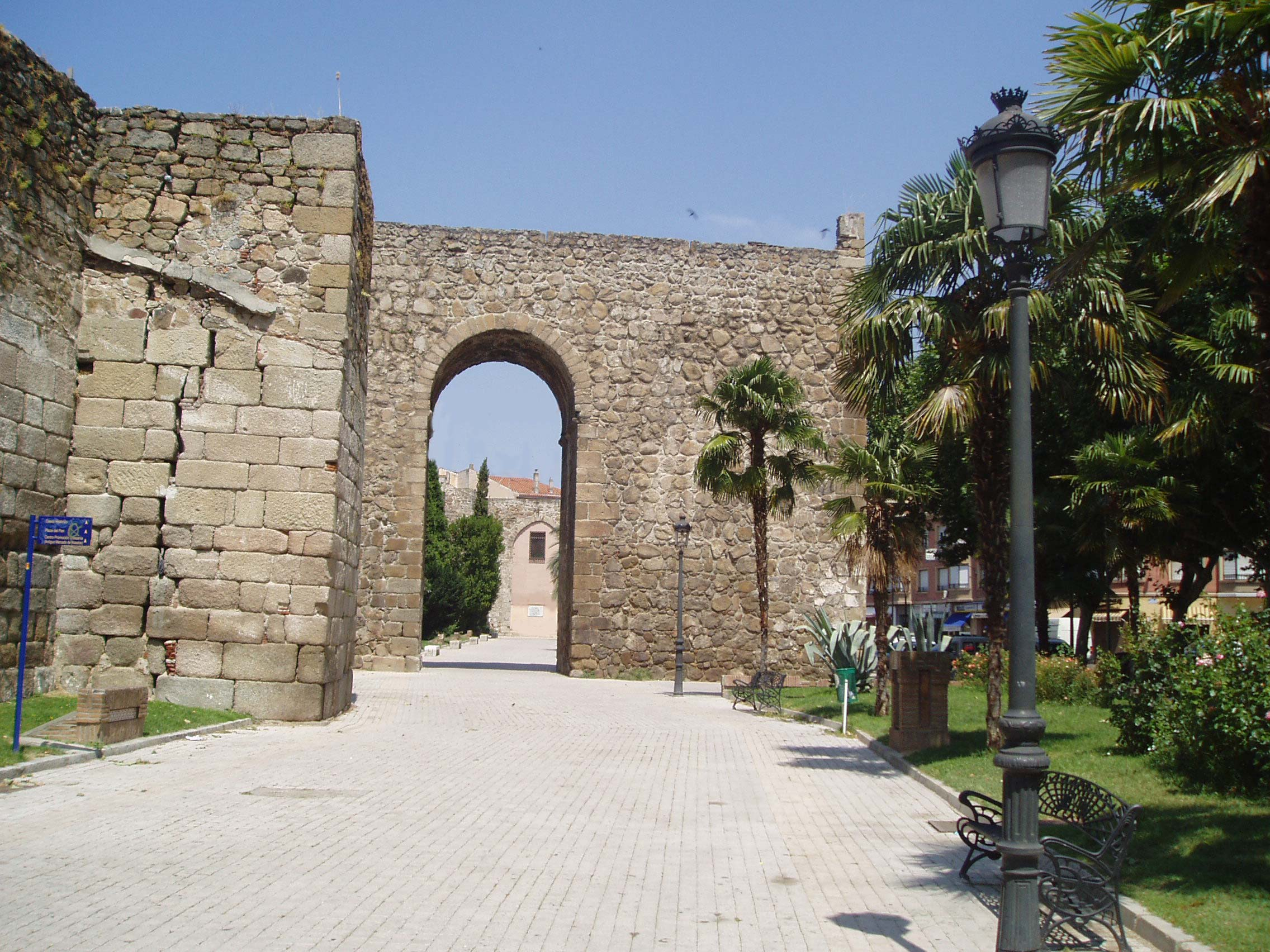
タラベラに残るムーア人の城壁

タラベラ・デ・ラ・レイナは、アルベルチェ川とタホ川の合流地点につくられた。大いに富んだ環境を持つこの地域が、古代の遺跡の大半をつくったケルト人の定住地であった。

### ローマ帝国と西ゴート王国の時代
ローマ帝国時代、市の名はカエサロブリガといった。紀元前182年、クイント・フルウィオ・フラコが市を征服した。市は定期的に金を納める都市としてルシタニア属州の一部となった。そしてエメリタ・アウグスタ市（現 メリダ）の合法的な修道院内に含まれる、拡張された地帯の中心地であった。反ローマ反乱の首謀者ウィリアトゥスは、紀元前145年から139年までこの領土内で暮らしていた。この時代、カエサロブリガは、ウシの市場と交易が行われる裕福な都市だった。キリスト教化は早くにカエサロブリガで行われ、ローマ帝国衰退後には西ゴート族がこの都市を掌握した。西ゴートはタラベラ・デ・ラ・レイナをアクイス(Aküis)またはアイブラ(Aibura)と呼んだ。紀元602年、西ゴート王リウヴァ2世は市へ贈り物をした。今日までタラベラ・デ・ラ・レイナのキリスト教徒の象徴となっている。聖母マリアの彫像である（ローマ神話の女神セレスの代用でもあった）。女神セレスを讃え、カエサロブリガのローマ人らは毎春モンダスという祭りを祝った。これは現在も聖母マリアの祭りとなって続いている。

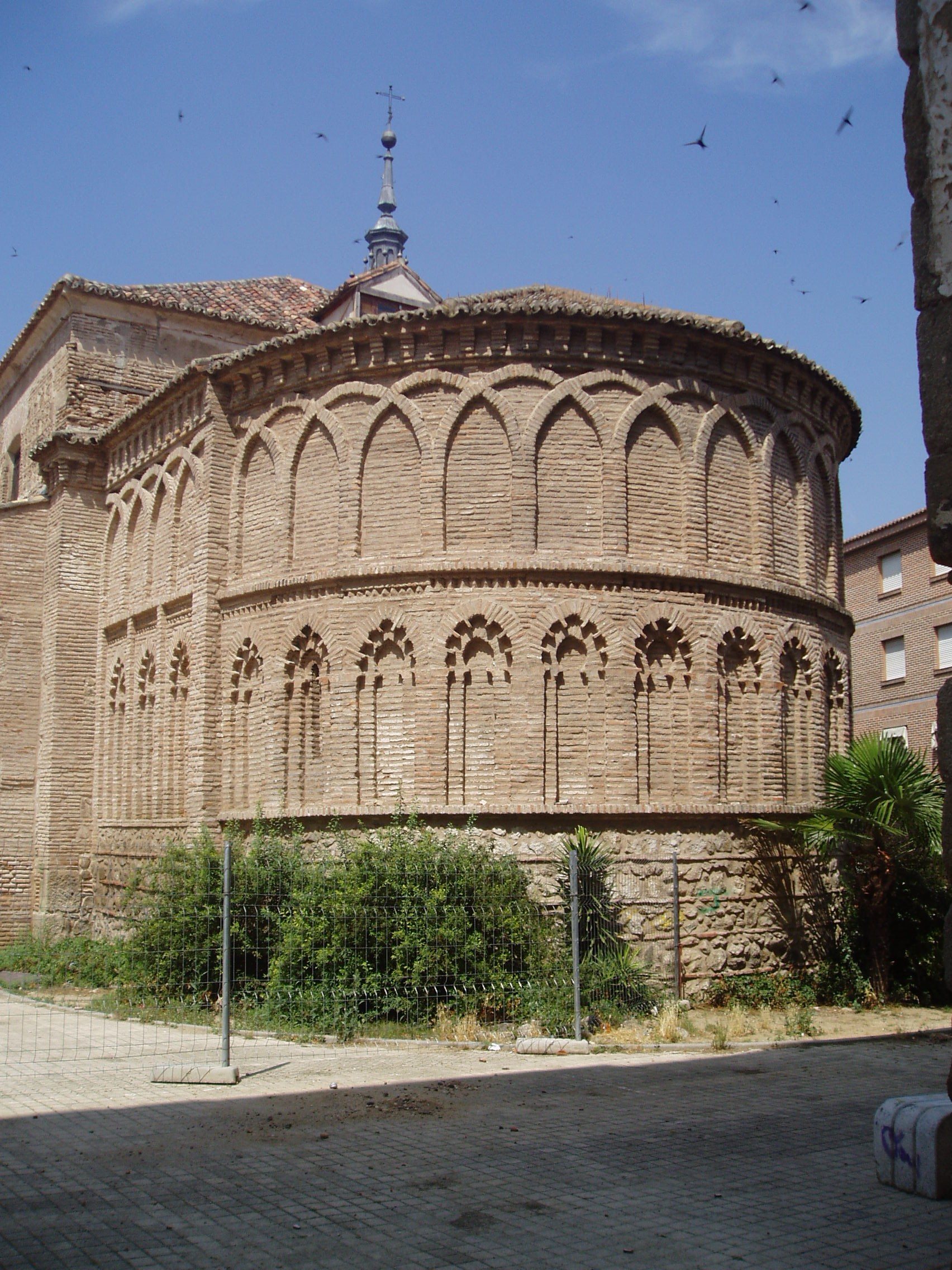
エル・サルバドール教会にあるモサラベ様式のアプス

### イスラム支配
イスラム教徒がタラベラ・デ・ラ・レイナを征服したのは712年であった。彼らは新しい城壁と城を築いた。彼らは、噴水、水車を使う製粉場、アフリカやアジアからの新たな品物ももたらした。その肥えた土壌は品質の高い野菜、果物、そして家畜用の牧草を生み出した。タラベラ・デ・ラ・レイナの市場は新しく強力となり、そしてキリスト教徒、イスラム教徒、ユダヤ教徒が混在して数世紀に渡って共存した。メディナ・アル・タラバイラ（Medina Al Talavayra、タラベラのアラビア語名）は、イベリア半島内のタイファ諸国の異なる戦争に参加し、コルドバ太守国・バダホスと同盟していた。タラベラ・デ・ラ・レイナは太守国の首都であった。市が11世紀にカスティーリャ王アルフォンソ6世に再征服された後、中世スペインの重要な貿易中心地であった。

### 中世
カスティーリャ王サンチョ4世は、タラベラの町へ毎年2回の王立市場を開催する特権を与えた。

### 15世紀と16世紀

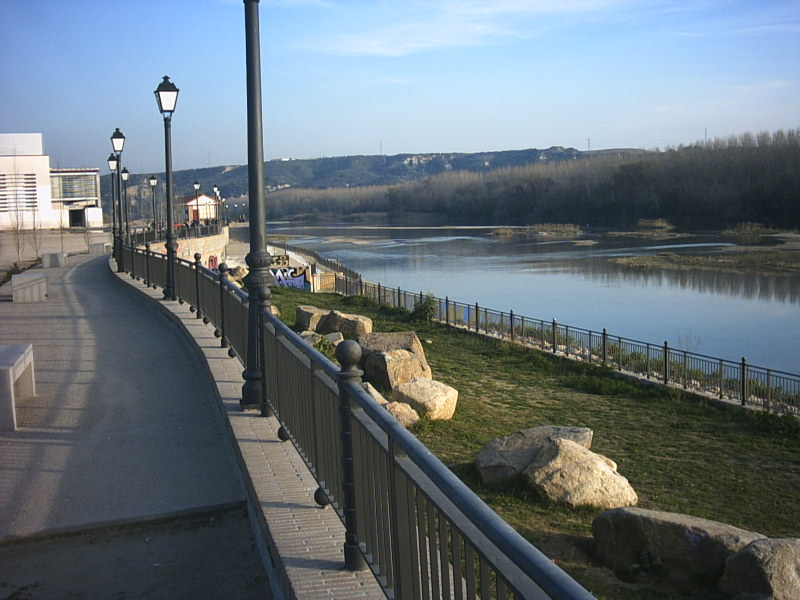
タラベラ・デ・ラ・レイナを流れるタホ川

15世紀と16世紀のタラベラ・デ・ラ・レイナは、陶器製造によって広く知られることとなった。素晴らしい陶器とタラベラ製タイルが世界中の博物館に展示され、ヨーロッパ中の豪奢な宮殿でも見ることができる。
タラベラ・デ・ラ・レイナの出身者には、南アフリカの征服者であるフランシスコ・デ・アギーレ、フアン・デ・オレジャナ、ホフレン・デ・ロアイサなどがいる。その他にも、イサベル1世の告悔師エルナンド・デ・タラベラ、そして海軍提督フランシスコ・ベルドゥゴがいる。16世紀初めには、スペイン文学の最重要の劇作である『ラ・セレスティーナ』（タラベラ市長フェルナンド・デ・ロハス作）が刊行された。

### 17世紀
17世紀はタラベラの芸術文化の黄金期であり、重要人物としてスペイン史の父とされるフアン・デ・マリアナがいる。マリアナは歴史、法律、政治に関する著作を書き、フランスの革命論理においても重要な人物であった。

### 18世紀のタラベラと、王立製絹工場
1700年11月にカルロス2世が死去し、二つの強国がスペイン王位を巡って争った。タラベラは、のちにフェリペ5世として即位することになる、フランスの推すアンジュー公フィリップを支持した。1750年、王はタラベラに王立種苗工場をつくった。そこでは4,000人ほどの人々が働いた。

### 19世紀
ナポレオン軍に対する独立戦争が、タラベラで大きく重要であった。1809年の7月27日から7月28日、タラベラの戦いがイギリス＝スペイン連合軍、フランス軍との間で起きた。この戦いで町はひどく破壊されたが、サー・アーサー・ウェルズリー率いるイギリス＝スペイン連合軍はタラベラからフランス軍を追い出した。

### スペイン内戦前後
タラベラは20世紀初頭に都市の規模を拡大させた。鉄道が新たな投資機会をもたらした。1931年、スペインは共和制となった。タラベラはその名をタラベラ・デル・タホ(Talavera del Tajo)と改名した。1936年7月18日に保守右派が挙兵してスペイン内戦が勃発すると、左派はタラベラで恐怖政治を敷き市民を殺害した。9月3日に保守右派がタラベラを奪取すると、再度恐怖政治がなされ、この時は共産主義者と社会主義者が犠牲となった。内戦中には人民戦線側の爆撃によって町が破壊された。

### フランコ独裁
フランシスコ・フランコ独裁下で、タラベラ・デ・ラ・レイナでは大規模灌漑地帯がつくられるなど復興計画がなされた。2つの自治体、タラベラ・ラ・ヌエバとアルベルチェ・デル・カウディジョができた。1960年代には、ベビーブーム、さらには近郊の町村やエストレマドゥーラ州の貧しい地域からやってきた移住者の流入で人口が増加した。

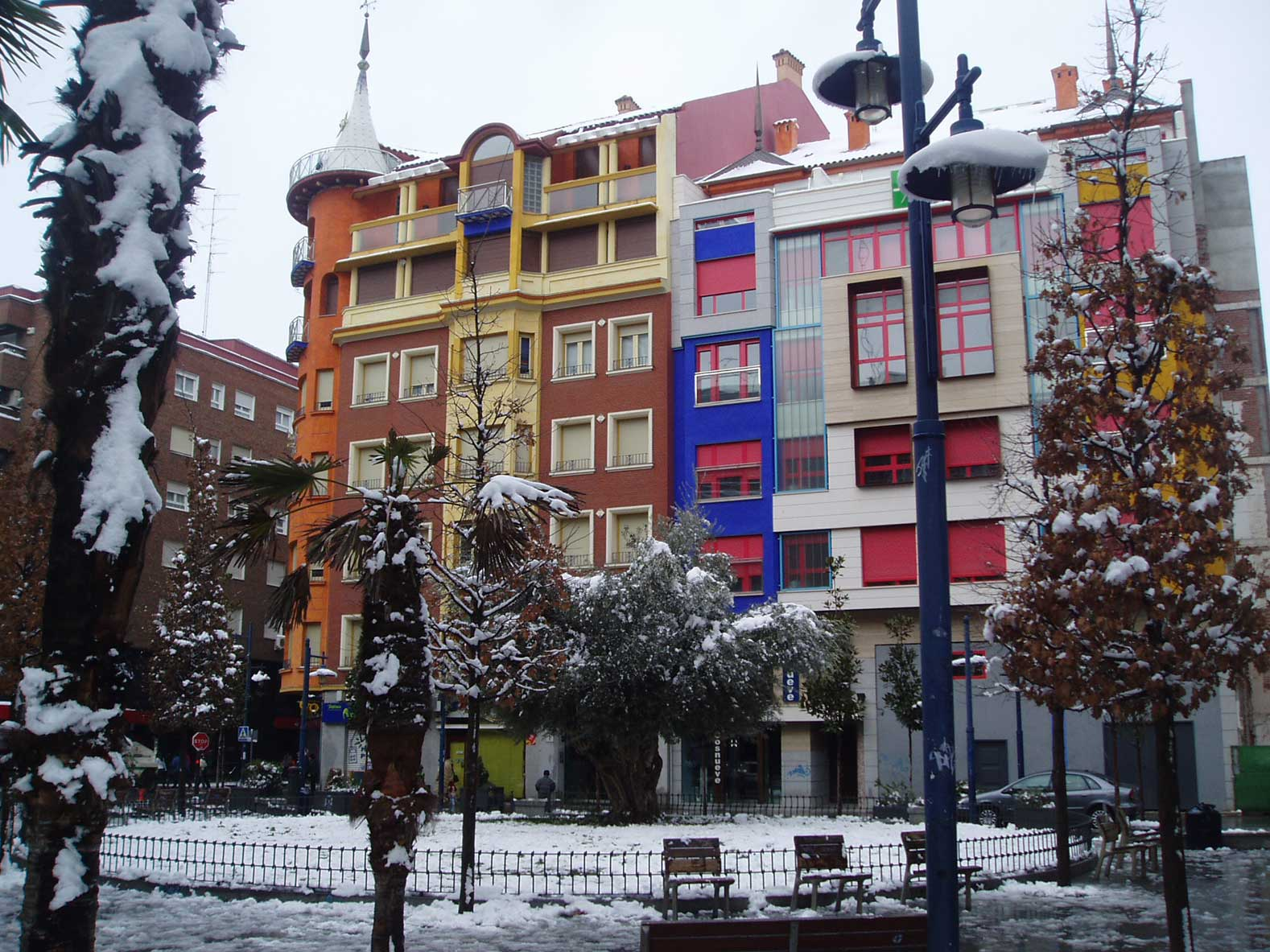
トリニダー広場

### 現在
1975年にフランコが死去し、スペインは民主化に向けて歩み始めた。1979年に就任したタラベラ初の民主的な市長はタラベラ県をつくろうとしたが、この構想は実現しなかった。次の市長、社会党出身のパブロ・テリョはアラメダ公園といった大規模計画を起こした。

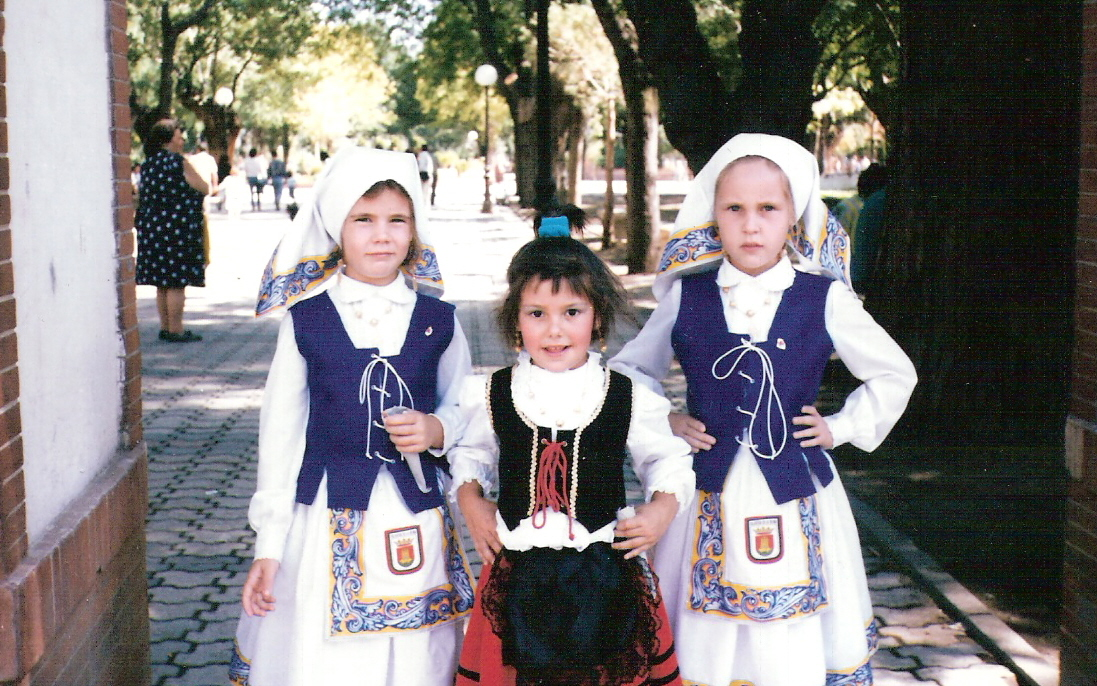
典型的なタラベラの伝統衣装を着た少女たち

1980年代末には都市発展が限界であるとする空気がタラベラを包み込んだ。1989年にはノソトロス・タラベラ(Nosotros Talavera)という集団が、大学キャンパスの創設や、その他の計画のために活動を開始した。 1994年にはカスティーリャ＝ラ・マンチャ大学タラベラキャンパスで授業が開始された。
タラベラ・デ・ラ・レイナはトレド県で最も躍動的な都市であり、若年層人口が多い。マドリードとリスボンをつなぐ未来の高速鉄道はタラベラ・デ・ラ・レイナを通過するとされる。

## みどころ
- ヌエストラ・セニョーラ・デル・プラード聖堂（スペイン語版）　-　バロック様式とルネサンス様式。プラードの聖母を祀る。
- サンタ・マリア教会（スペイン語版）　-　ローマ時代にはユピテル神殿があった場所にたつ。最も古い部分は13世紀のもの。ゴシック様式とムデハル様式の混合。
- エル・サルバドール教会（スペイン語版）　-　12世紀建設。ゴシックとムデハルの混合。
- サンティアゴ・エル・ヌエボ修道院
- イスラム時代の城郭(スペイン語版)
- ビクトリア劇場（スペイン語版）
- タラベラ・デ・ラ・レイナ闘牛場

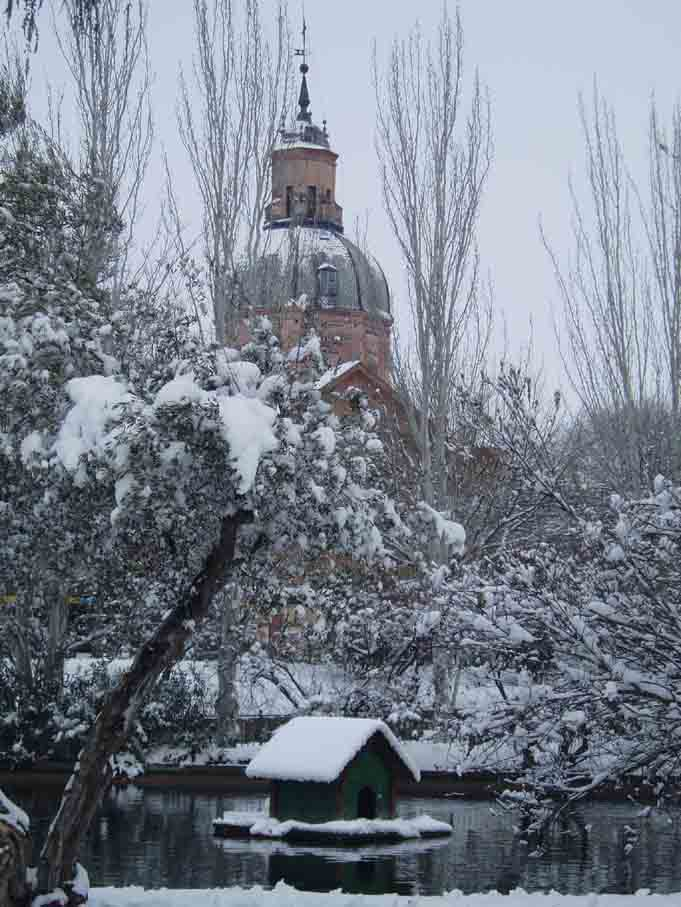
ヌエストラ・セニョーラ・デル・プラード聖堂と庭園
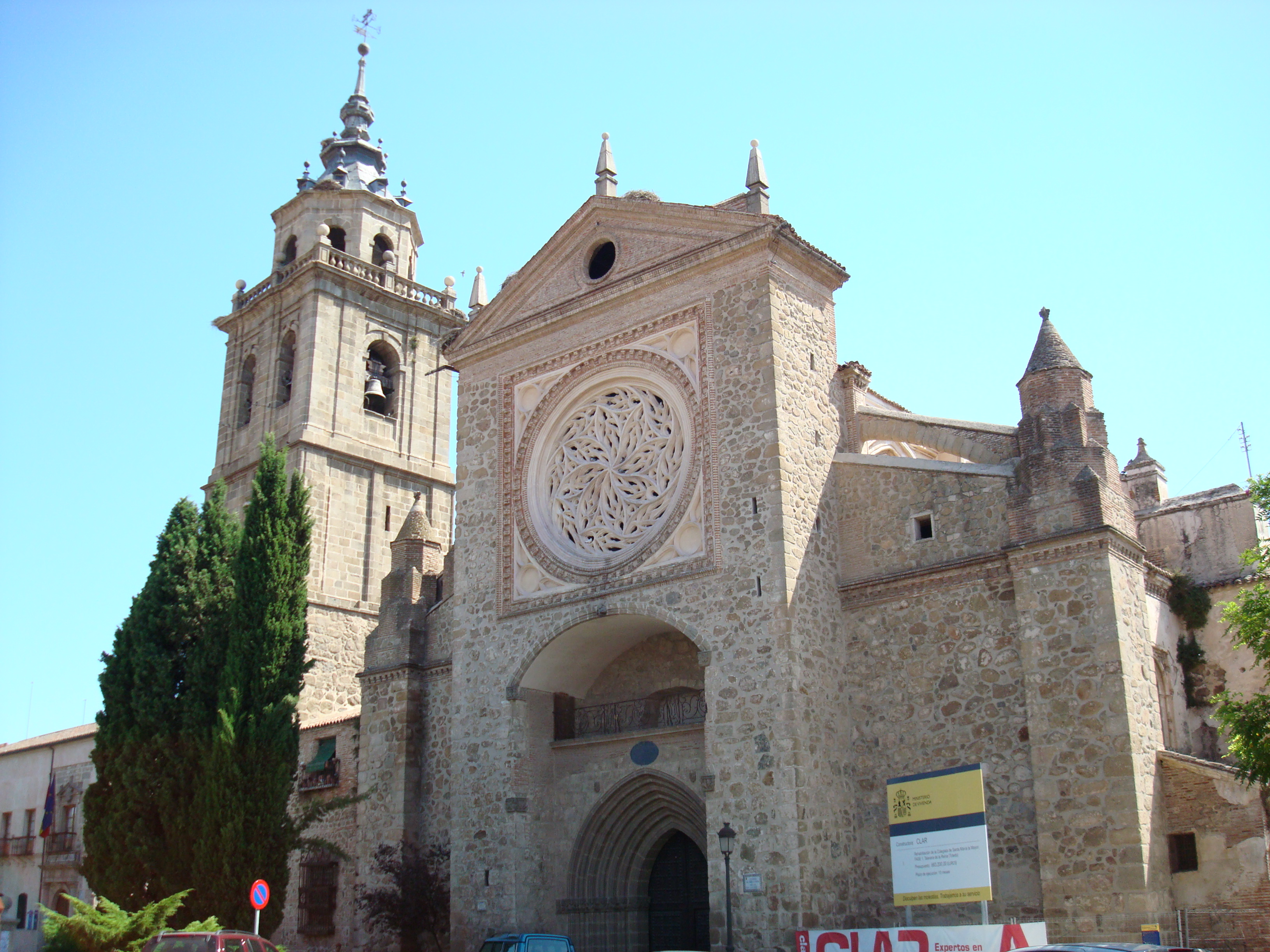
サンタ・マリア教会
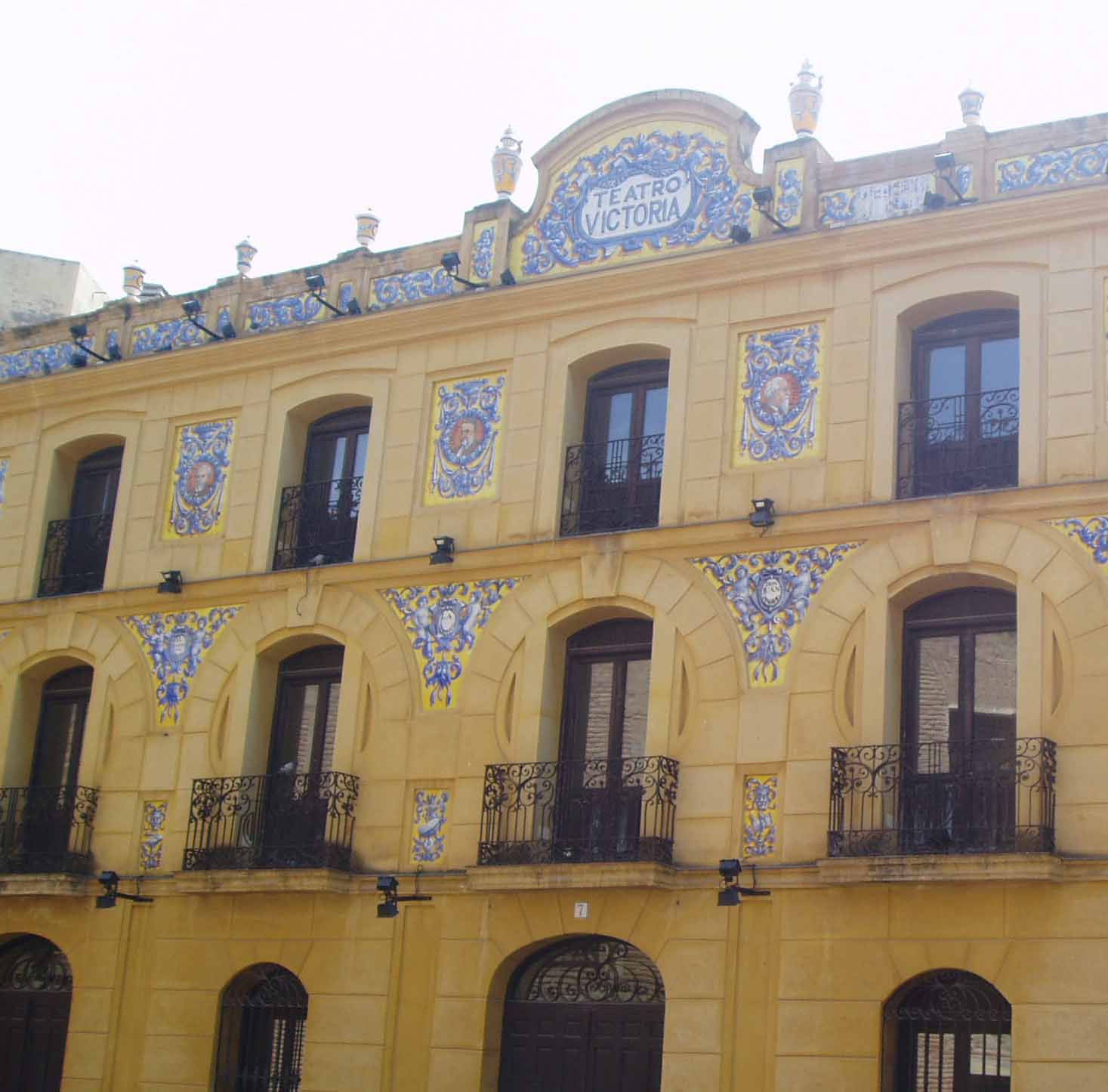
ビクトリア劇場

## 姉妹都市
- ブロン、フランス
- サンティアゴ・デル・エステロ、アルゼンチン
- ファエンツァ、イタリア
- プエブラ、メキシコ
- プラセンシア、スペイン
- タラベラ・デ・ラ・レイナ（スペイン語版）、ペルー
- ダイラ・デ・ゲルタ、西サハラ

## 参照
- 公式ウェブサイト （スペイン語）
- タラベラのガイド （スペイン語）
- タラベラの観光 （スペイン語）
- タラベラのポータル （スペイン語）
- タラベラの移動 （スペイン語）
- Itaca タラベラの窯業 （スペイン語）